# Eunapiodes
Eunapiodes es un género de insectos ortópteros de la subfamilia Pamphaginae, familia Pamphagidae. Se distribuye en el norte de África (Argelia).

## Especies
Las siguientes especies pertenecen al género Eunapiodes:
- Eunapiodes atlantis (Chopard, 1943)
- Eunapiodes granosus (Stål, 1876)
- Eunapiodes ifranensis (Werner, 1932)
- Eunapiodes latipes Bolívar, 1912